# Cryptantha creutzfeldtii
Cryptantha creutzfeldtii là loài thực vật có hoa trong họ Mồ hôi. Loài này được S.L.Welsh mô tả khoa học đầu tiên năm 1982.